# Cândido de Abreu (kommun)
Cândido de Abreu är en kommun i Brasilien.   Den ligger i delstaten Paraná, i den södra delen av landet, 1 000 km söder om huvudstaden Brasília. Antalet invånare är 16 662.
Följande samhällen finns i Cândido de Abreu:
- Cândido de Abreu

Omgivningarna runt Cândido de Abreu är en mosaik av jordbruksmark och naturlig växtlighet. Runt Cândido de Abreu är det glesbefolkat, med 8 invånare per kvadratkilometer.